# Konomi Suzuki
Konomi Suzuki (鈴木このみ, Suzuki Konomi), née le 5 novembre 1996, est une chanteuse japonaise originaire d'Osaka. Elle est entrée dans l'industrie musicale après avoir remporté le Grand Prix Animax All-Japan Anison en 2011. Elle est produite par le label Media Factory.

## Biographie

### Carrière
Suzuki a commencé sa carrière après avoir remporté le Grand Prix Anison Animax All-Japan en 2011. Son premier single, Choir Jail, est sorti le 25 avril 2012 ; la chanson a été utilisée comme thème d'ouverture de la série télévisée Dusk Maiden of Amnesia.
Son deuxième single, Days of Dash, est sorti le 21 novembre 2012 ; la chanson est utilisée comme premier thème de fin de la série télévisée animée The Pet Girl of Sakurasou.
Son troisième single, Yume no Tsuzuki (夢の続き), a été publié le 27 février 2013 ; la piste a été utilisée comme le deuxième thème d'ouverture de The Pet Girl of Sakurasou.
Son quatrième single, Watashi ga Motenai pas wa dō Kangaetemo Omaera ga Warui! / Tears Breaker (私がモテないのはどう考えてもお前らが悪い! / TEARS BREAKER), est une collaboration avec le groupe Kiba de Akiba. La chanson est sortie le 28 août 2013 ; la première piste de titre est utilisé comme thème d'ouverture de la série télévisée anime WataMote en 2013, tandis que la seconde piste est utilisé dans une vidéo promotionnelle pour le jeu de cartes à collectionner Ange Vierge.
Son cinquième single, Avenge World / Sekai wa Kizu o Dakishimeru (AVENGE WORLD / 世界は疵を抱きしめる), a été publié le 27 novembre 2013 ; la première piste a été utilisée comme thème d'ouverture de la série télévisée animée Freezing Vibration, tandis que la seconde piste  a été utilisée comme générique de fin de la même série.
Son sixième single, This Game, est sorti le 21 mai 2014 ; la chanson est utilisée comme générique de début de No Game No Life.
Son septième single, Ginsen no Kaze (銀閃の風), est sorti le 19 novembre 2014 ; la chanson est utilisée comme générique de début de Madan no Ou to Vanadis.
Son huitième single, Absolute Soul, est sorti le 18 février 2015 ; la chanson est utilisée comme générique de début d'Absolute Duo. 
Son neuvième single, Beat Your Heart, est sorti le 27 janvier 2016 ; la chanson est utilisée comme générique de début du manga Bubuki Buranki.
En 2021, sa chanson Missing Promise est utilisée dans le générique de fin d'épisode de l'anime Higurashi no Naku Koro ni Sotsu.

### Style musical et influences
Dans une interview sur Anime News Network, Suzuki a classé One Direction et Avril Lavigne parmi ses artistes occidentaux préférés, et considère le personnage de Sheryl Nome (incarnée par la chanteuse May'n) de l'animé Macross Frontier comme son inspiration pour entrer dans l'industrie de l'Anison. Elle a décrit comment, même si elle était déjà déterminée à devenir chanteuse, la voix de Sheryl, que Suzuki décrit comme « vraiment spéciale, claire comme du cristal, mais assez puissante », lui a donné des frissons et l'a influencée pour chanter des musiques d'animés. Elle a aussi décrit à quel point elle était excitée devant la foule peu de temps après ses débuts. Elle précise également que la chanson Love Is My Rail est la chanson qui l'a encouragée à continuer à poursuivre son rêve d'être chanteuse.
Dans une interview sur Real Sound, Suzuki a raconté ses expériences de travail sur son single Redo. Elle a décrit la chanson-titre comme étant difficile mais amusante et excitante à chanter en direct. Après avoir regardé Re:Zero, elle a pensé à la vision du monde décrit dans la série et au personnage de Subaru, et a chanté la chanson pour correspondre à cette vision du monde. Elle voulait mettre « 50 % de la vision du monde de l'anime » et « 50 % de ses propres sentiments » dans cette chanson. Elle décrit la chanson de couplage du single Moebius comme découlant d'une politique où elle ne devait mentir à personne, et comment elle y réfléchit quatre ans après ses débuts. Elle a précisé que cette chanson représente le type de relation qu'elle veut établir avec ses fans. Dans une interview avec Eplus, elle mentionne que le nom de son 20e anniversaire en direct, « Cheers », est destiné à transmettre un message de « merci » aux personnes qui avaient soutenu sa carrière jusqu'à ce point.
Dans une interview avec Diga Online, Suzuki a décrit les conditions de production de son album Lead, sorti le 8 mars 2017, et notamment du single Blow Out. Elle a décrit à quel point la vie avait été difficile en tant qu'élève du secondaire alors qu'elle se concentrait sur sa carrière musicale. Après avoir obtenu son diplôme d'études secondaires et obtenu son entrée à l'université, elle a estimé qu'elle avait fait de nombreux sacrifices pour sa carrière. Le titre de l'album, Lead, est né de l'idée qu'elle était devenue une nouvelle personne après le concert qu'elle avait donné pour ses 20 ans, car elle voulait en quelque sorte « guider tout le monde » à travers ses chansons. La chanson My Shining Ray a ainsi été écrite pour représenter une grande star qui guiderait les gens; elle a également décrit son expérience de chanter cette chanson comme le fait de déployer ses ailes. En interprétant la chanson Redo pour Re:Zero, elle a considéré qu'il était amusant de chanter ce genre de titre car « c'était complètement différent d'elle-même ». Elle décrit Blow Out comme une chanson sur le souffle des sentiments négatifs.
Dans une interview datée de 2018 dans Arama! Japon, Suzuki a déclaré qu'en vieillissant, elle était « capable d'exprimer [ses] sentiments plus librement et de montrer [sa] vraie personnalité sans [se] retenir». Elle a également déclaré : « J'ai toujours eu du plaisir à jouer en live, mais la capacité d'être pleinement moi-même sur scène m'a permis de profiter encore plus de mes spectacles ».

## Discographie
| #   | Date de sortie   | Titre | Position |
| --- | ---------------- | --- | -------- |
| 1er | 25 avril 2012    | Choir Jail | 34       |
| 2e  | 21 novembre 2012 | Days of Dash | 28       |
| 3e  | 27 février 2013  | Yume no Tsuzuki (夢の続き) | 34       |
| 4e  | 28 août 2013     | Watashi ga Motenai no wa dō Kangaetemo Omaera ga Warui!/Tears Breaker (私がモテないのはどう考えてもお前らが悪い!/TEARS BREAKER) (avec Kiba of Akiba) | 23       |
| 5e  | 27 novembre 2013 | Avenge World/Sekai wa Kizu o Dakishimeru (AVENGE WORLD／世界は疵を抱きしめる)                                                                        | 47       |
| 6e  | 21 mai 2014      | This Game | 13       |
| 7e  | 19 novembre 2014 | Ginsen no Kaze (銀閃の風) | 31       |
| 8e  | 18 février 2015  | Absolute Soul | 25       |
| 9e  | 27 janvier 2016  | Beat your Heart | -        |